# Hadigny-les-Verrières
Hadigny-les-Verrières è un comune francese di 405 abitanti situato nel dipartimento dei Vosgi nella regione del Grand Est.

## Storia

### Simboli
Lo stemma del comune si blasona:
Le tre colonne sono prese dallo stemma della famiglia Des Piliers i cui membri furono signori di Hadigny all'inizio del XVI secolo. Il secondo quartiere, con le tre campane, è invece lo stemma della famiglia De Finance, industriali del vetro della regione nel 1492. Infine, la testa di cervo su fondo verde ricorda le foreste della zona particolarmente ricche di questi animali.

## Società

### Evoluzione demografica
Abitanti censiti